# ایرباس هلیکوپترز اچ۱۶۰
ایرباس هلیکوپترز اچ۱۶۰(به انگلیسی: Airbus Helicopters H160) (قبلاً ایکس۴) بالگردی با کاربری چندمنظوره متوسط است که توسط ایرباس هلیکوپترز توسعه یافته‌است. این بالگرد به‌طور رسمی در نمایشگاه هلی-اکسپو در اورلاندو، فلوریدا در ۳ مارس ۲۰۱۵ راه اندازی شد و قرار است جایگزین مدل‌های AS365 و ئی‌سی۱۵۵ در خط تولید این شرکت شود. اولین پرواز آزمایشی اچ۱۶۰ در ژوئن ۲۰۱۵ انجام شد. این بالگرد گواهینامه نوع EASA خود را در جولای ۲۰۲۰ دریافت کرد و تحویل نخستین فروند از آن در دسامبر ۲۰۲۱ بود.

## مشخصات فنی (اچ۱۶۰)
داده‌ها از Shephard Media, AIN Online, MilitaryFactory
ویژگی‌های عمومی
- خدمه: 2[الف]
- ظرفیت: ۱۲
- طول: ۱۳٫۹۶[۴] متر (۴۵ فوت ۱۰ اینچ)
- عرض: ۳٫۵۴[۴] متر (۱۱ فوت ۷ اینچ)
- ارتفاع: ۴٫۹۱[۴] متر (۱۶ فوت ۱ اینچ)
- وزن خالی: ۴٬۲۴۰ کیلوگرم (۹٬۳۴۸ پوند)
- بیشترین وزن برخاست: ۵٬۶۷۰[۵] کیلوگرم (۱۲٬۵۰۰ پوند) extended gross weight: ۶٬۰۵۰ کیلوگرم (۱۳٬۳۴۰ پوند)[۵]

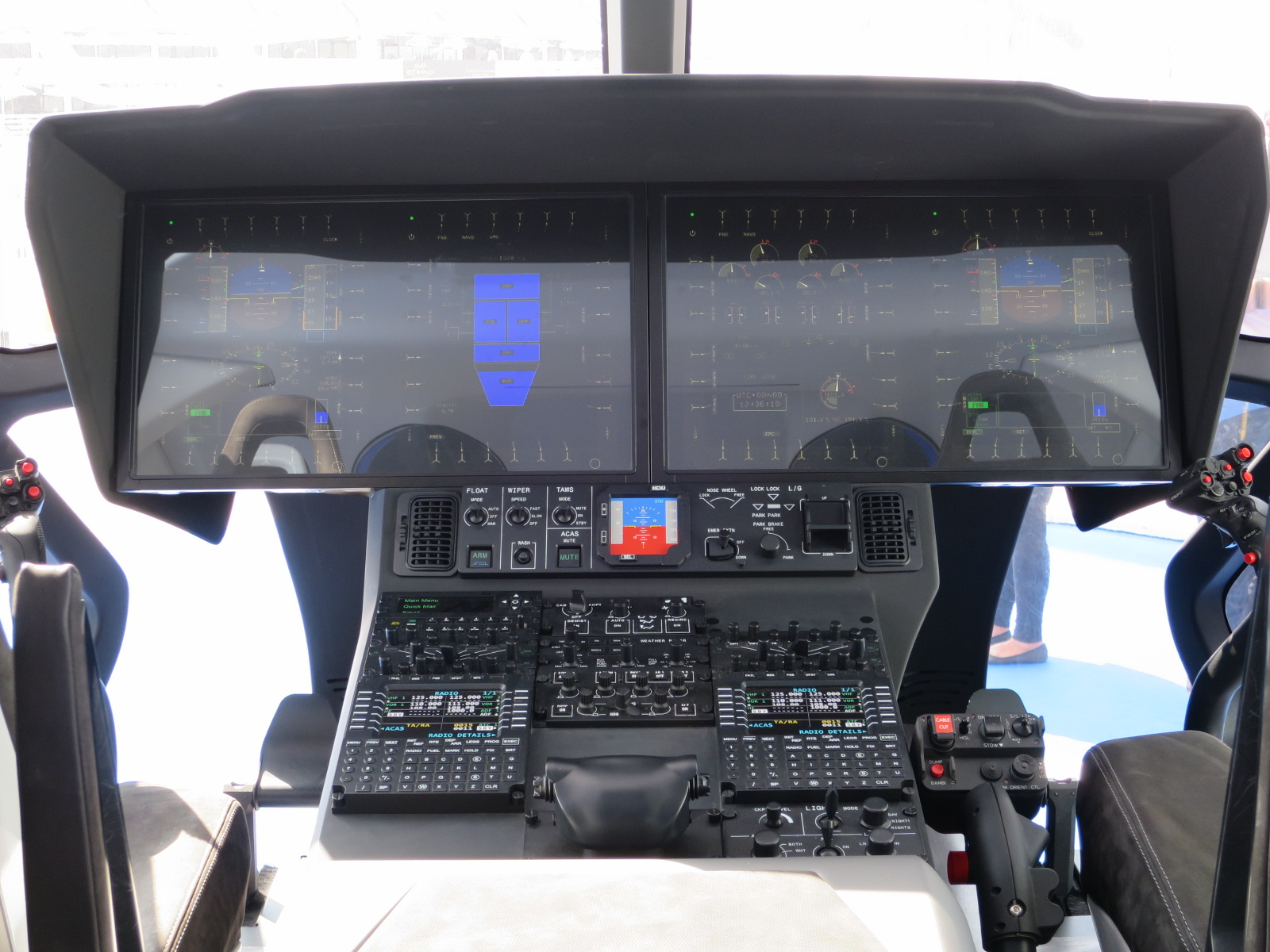
ماکت کابین خلبان اچ۱۶۰

- Max payload: 1,760 kg incl. up to 500 kg additional fuel
- پیشرانه: ۲ عدد موتور توربوشفت Turbomeca Arrano 1A
- قطر روتور اصلی:  ۱۳٫۴ متر (۴۴ فوت ۰ اینچ)

عملکرد
- حداکثر سرعت: ۳۲۵ کیلومتر بر ساعت (۲۰۲ مایل بر ساعت، ۱۷۵ گره)
- سرعت کروز: ۲۸۷ کیلومتر بر ساعت (۱۷۸ مایل بر ساعت، ۱۵۵ گره)
- بُرد: ۸۵۰ کیلومتر (۵۳۰ مایل، ۴۶۰ مایل دریایی)
- حداکثر ارتفاع: ۵٬۹۰۰ متر (۱۹٬۳۵۷ فوت)
- نرخ صعود: ۸٫۹ متر بر ثانیه (۱٬۷۵۰ فوت بر دقیقه)